# Bernhard von Breydenbach

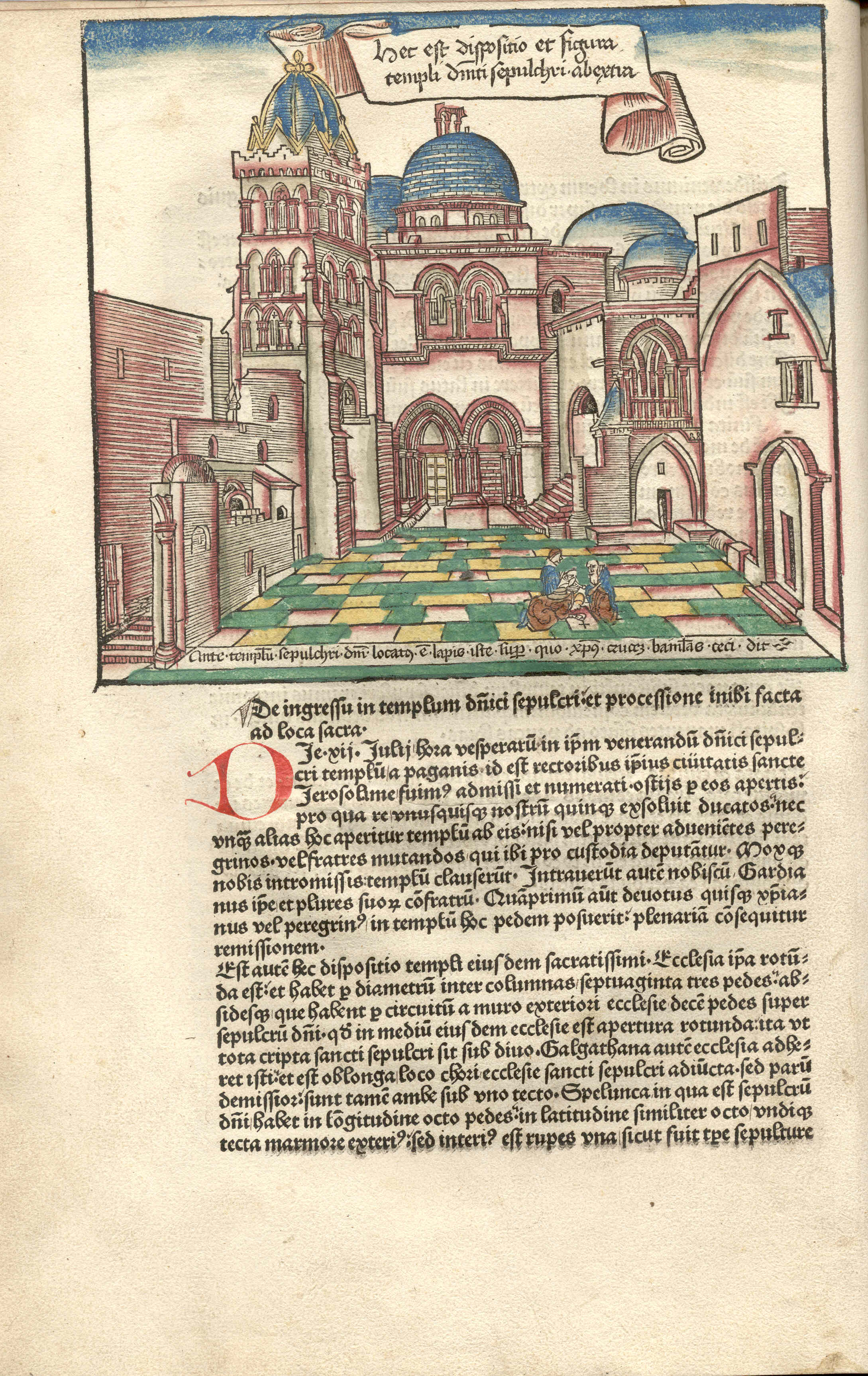
Bernhard von Breydenbach, sanctae peregrinationes, Mayence: Erhard Reuwich 11. février 1486

Bernhard von Breydenbach (Bernard de Breydenbach ou Breidenbach), né vers 1440 et mort en 1497, est un ecclésiastique allemand qui fut doyen de la cathédrale de Mayence et publia une relation de son pèlerinage en Terre Sainte.

## Biographie
Bernard (de) Breydenbach, voyageur, issu de la famille des chevaliers de Breydenbach, naquit dans le premier quart du XVe siècle dans le château familial situé à Breidenstein (landgraviat de Hesse), à 35 km de la ville de Marbourg. Chanoine de la Cathédrale Saint-Martin de Mayence en 1450, il obtint plus tard le diplôme de docteur en droit, devint chanoine de l'abbaye Saint-Alban devant Mayence, de Sainte-Marie aux Marches et de la collégiale Saint-Victor devant Mayence, protonotaire apostolique, de 1477 à 1493 trésorier du tribunal urbain, de plus bailli du Chapitre de Mayence à Bingen. 
En 1484, il se rendit à Rome pour obtenir le pallium pour l'archevêque Berthold von Henneberg, après quoi il fut nommé doyen de la cathédrale. Il accompagna en 1486 l'archevêque au couronnement de l'empereur Maximilien à Aix-la-Chapelle. Le regret d'avoir passé sa jeunesse d'une manière peu sérieuse le fit entreprendre un voyage en Orient pour visiter la Terre Sainte : la Palestine, le Sinaï et l'Égypte. Il n'oublia pas le côté scientifique de son voyage, c'est pourquoi il se fit accompagner du peintre Reuwich. Le 25 avril 1483, il partit d'Oppenheim en compagnie du comte Jean de Solms et du chevalier Philippe de Bicken. La première relation de son pèlerinage parut en latin à Mayence en 1486, sous le titre de : Opusculum sanctarum peregrinationum in montent Sion ad venerandum Christi Sepulcrum in Jérusalem atque in montent Sinaï ad divam Virginem et martyrem Katharinam.
Bientôt parurent une traduction allemande, une hollandaise en 1488, une française par Jehan Hersin, sous le titre de : Voyage et pèlerinage d'outremer au Saint Sépulcre, Lyon 1489, une espagnole en 1498 et une italienne en 1520. Cet itinéraire ne jouit pas seulement d'un grand crédit auprès des contemporains — les excellentes gravures sur bois qui l'accompagnaient excitèrent beaucoup la curiosité du public —, mais il obtient encore dans nos temps modernes l'estime qu'il mérite.  
D'après un manuscrit de Darmstadt, une instruction de Breydenbach de l'année 1483 pour le voyage du jeune comté de Hanau-Lichtenberg en Terre-Sainte. Le chanoine de Breydenbach mourut le 5 mai 1497 et ses restes furent inhumés dans la chapelle Sainte-Marie de la cathédrale où on lui posa une épitaphe.
Il fit en 1483 un pèlerinage à Jérusalem et au mont Sinaï, dont il publia la relation : Peregrinatio in Terram Sanctam en latin à Mayence, 1486, in-folio. C'est le plus ancien livre imprimé où se trouvent l'alphabet arménien et l'alphabet arabe. L'unique planche zoologique de cet ouvrage fait figurer au voisinage de la girafe, une licorne, de même qu'un dromadaire guidé par un homme singe alors que la légende précise que ces animaux sont véritablement représentés tels que nous les avons vus en Terre sainte.